# チアプリド
チアプリド（英:Tiapride）とは神経遮断薬の1つで、第一世代の抗精神病薬である。統合失調症の治療薬として用いられる。

## 禁忌・注意
QT延長のある患者には使用禁忌である。